# Ludwig Carl Moyzisch
 (mai 2018).
Ludwig Carl Moyzisch était attaché commercial de l'ambassade d'Allemagne nazie en 1943, à Ankara, en Turquie. Sous cette couverture, il dirigeait les actions des services secrets allemands sur le sol turc.

## Biographie
Ludwig Carl Moyzisch est né en 1905 en Autriche et fut élevé dans la religion catholique. Sa grand-mère maternelle était juive.
Moyzisch a été journaliste à Vienne, en Autriche. Embauché par Walter Schellenberg après s'être présenté à lui et après son adhésion au Parti nazi, il est envoyé à Ankara avec le titre d'attaché commercial de l'ambassade d'Allemagne, Franz von Papen étant ambassadeur. Bien qu'ayant  un titre officiel d'attaché commercial de l'ambassade d'Allemagne, à Ankara, il travaillait secrètement comme chef du SD et dépendait de l'Auswärtiges Amt (Ministère des Affaires étrangères) dirigé par Joachim von Ribbentrop.
Moyzisch vivait à Ankara avec sa femme et son fils, mais il fut incapable de sortir sa mère et sa sœur d'Allemagne.
De plus, bien que Moyzisch ait eu un ascendant juif, il était toujours maintenu dans le Sicherheitsdienst (SD), ceci est du en partie au fait qu'il était membre du Parti nazi.
Walter Schellenberg et le Reichsführer SS Heinrich Himmler  étaient très impressionnés par la manière efficace, professionnelle et amicale dont il travaillait.
Un officier SS est intervenu lorsqu'une lettre anonyme a été envoyée au régime indiquant que Moyzisch était juif.

## Affaire Cicero
Cicero est le nom de code attribué par les Allemands à Elyesa Bazna, un membre du personnel de l'ambassade de Grande-Bretagne en Turquie, pays neutre durant la Seconde Guerre mondiale.
Cet Albanais de naissance, citoyen turc, valet de chambre personnel de l'ambassadeur, vendit sous forme de pellicules photo à l'ambassade d'Allemagne à Ankara, durant plusieurs mois en 1943 et 1944, des documents d'un intérêt exceptionnel dont l'exploitation aurait (peut-être) pu modifier en faveur des Allemands le cours de la guerre.
Mais, selon le livre de Moyzisch du moins, les services de renseignement nazis à Berlin ne tinrent jamais compte de ces informations capitales, soit qu'ils redoutassent un piège cachant une opération d'intoxication, soit qu'ils refusassent de tirer les conséquences de la perspective d'une défaite que les renseignements obtenus laissaient entrevoir.

## Postérité
À la fin de la Seconde Guerre mondiale, Ludwig Carl Moyzisch est soupçonné de crime de guerre, après la découverte d'une lettre de von Papen à Himmler faisant état de ses excellents états de service. Il se cache en zone d'occupation française en Autriche. Retrouvé, il se disculpe. Il a témoigné pendant les procès de Nuremberg. En 1949, il publie un livre au sujet l'affaire Cicéron.